# Formica oblita
Formica oblita é uma espécie de formiga do gênero Formica, pertencente à subfamília Formicinae.